# Cantone di Brienne-le-Château
Il Cantone di Brienne-le-Château è una divisione amministrativa dell'arrondissement di Bar-sur-Aube.
A seguito della riforma approvata con decreto del 21 febbraio 2014, che ha avuto attuazione dopo le elezioni dipartimentali del 2015, è passato da 25 a 53 comuni.

## Composizione
I 25 comuni facenti parte prima della riforma del 2014 erano:
- Bétignicourt
- Blaincourt-sur-Aube
- Blignicourt
- Brienne-la-Vieille
- Brienne-le-Château
- Courcelles-sur-Voire
- Dienville
- Épagne
- Hampigny
- Lassicourt
- Lesmont
- Maizières-lès-Brienne
- Mathaux
- Molins-sur-Aube
- Pel-et-Der
- Perthes-lès-Brienne
- Précy-Notre-Dame
- Précy-Saint-Martin
- Radonvilliers
- Rances
- Rosnay-l'Hôpital
- Saint-Christophe-Dodinicourt
- Saint-Léger-sous-Brienne
- Vallentigny
- Yèvres-le-Petit

Dal 2015 i comuni appartenenti al cantone sono i seguenti 53:
- Arrembécourt
- Assencières
- Aulnay
- Bailly-le-Franc
- Balignicourt
- Bétignicourt
- Blaincourt-sur-Aube
- Blignicourt
- Bouy-Luxembourg
- Braux
- Brévonnes
- Brienne-la-Vieille
- Brienne-le-Château
- Chalette-sur-Voire
- Chavanges
- Courcelles-sur-Voire
- Dienville
- Donnement
- Dosches
- Épagne
- Géraudot
- Hampigny
- Jasseines
- Joncreuil
- Juvanzé
- Lassicourt
- Lentilles
- Lesmont
- Magnicourt
- Maizières-lès-Brienne
- Mathaux
- Mesnil-Sellières
- Molins-sur-Aube
- Montmorency-Beaufort
- Onjon
- Pars-lès-Chavanges
- Pel-et-Der
- Perthes-lès-Brienne
- Piney
- Précy-Notre-Dame
- Précy-Saint-Martin
- Radonvilliers
- Rances
- Rosnay-l'Hôpital
- Rouilly-Sacey
- Saint-Christophe-Dodinicourt
- Saint-Léger-sous-Brienne
- Saint-Léger-sous-Margerie
- Unienville
- Val-d'Auzon
- Vallentigny
- Villeret
- Yèvres-le-Petit